# Ogonów (Janina)
Ogonów – część wsi Janina w Polsce, położona w województwie świętokrzyskim, w powiecie buskim, w gminie Busko-Zdrój.
W latach 1975–1998 Ogonów administracyjnie należał do województwa kieleckiego.

## Położenie
Od wschodu graniczy  z Janiną od zachodu ok. 1,2 km Ogonów k/Kotki - 50°30′11″N 20°48′47″E/50,503056 20,813056